# Druga Liga 1967-1968
La Druga savezna liga SFRJ 1967-1968, conosciuta semplicemente come Druga liga 1967-1968, fu la 22ª edizione della seconda divisione del campionato jugoslavo di calcio. 
Per la decima edizione consecutiva, il format era basato su due gironi Ovest ed Est (Zapad e Istok). Nel girone occidentale erano inserite le squadre provenienti da Slovenia, Croazia e Bosnia Erzegovina, mentre in quello orientale quelle da Serbia, Montenegro e Macedonia.
Dalla prossima stagione da due gironi di 18 squadre si passerà a 4 di 16 squadre ciascuno.

## Provenienza
| Slovenia   | Croazia | Bosnia Erzegovina | Serbia                                                                   | Serbia                                                                                  | Serbia                 | Montenegro                      | Macedonia                  |
| Slovenia   | Croazia | Bosnia Erzegovina | Voivodina                                                                | Serbia Centrale                                                                         | Kosovo                 | Montenegro                      | Macedonia                  |
| ---------- | --- | --- | ------------------------------------------------------------------------ | --------------------------------------------------------------------------------------- | ---------------------- | ------------------------------- | -------------------------- |
| - Aluminij | - Belišće - Borovo - BSK Slavonski Brod - Lokomotiva Zagabria - Osijek - Sebenico - Trešnjevka - RNK Spalato - Varteks Varaždin | - Borac Banja Luka - Bratstvo Travnik - Čelik Zenica - Famos Hrasnica - Leotar - Rudar Kakanj - Rudar Ljubija - Sloboda Tuzla | - Bačka B. Palanka - Crvenka - Radnički Sombor - Spartak Subotica - Srem | - Bor - Borac Čačak - Radnički Kragujevac - Sloboda Užice - Sloga Kraljevo - Voždovački | - Priština - FK Trepča | - Budućnost - Lovćen - Sutjeska | - Bregalnica Štip - Pobeda |

## Girone Ovest

### Profili
| Squadra             | Città          | Stadio                | Stagione 1966-67 | Stagione 1966-67       |
| Squadra             | Città          | Stadio                | Pos.             | Divisione              |
| ------------------- | -------------- | --------------------- | ---------------- | ---------------------- |
| Čelik Zenica        | Zenica         | Stadion Blatuša       | 16º              | Prva liga              |
| Osijek              | Osijek         | Igralište kraj Drave  | 2º               | Druga liga Ovest       |
| Sloboda Tuzla       | Tuzla          | Stadion Tušanj        | 3º               | Druga liga Ovest       |
| Lokomotiva Zagabria | Zagabria       | Stadio Maksimir       | 4º               | Druga liga Ovest       |
| Šibenik             | Sebenico       | Stadion Šubićevac     | 5º               | Druga liga Ovest       |
| Bratstvo Travnik    | Travnik        | Stadion Pirota        | 6º               | Druga liga Ovest       |
| Leotar              | Trebigne       | Stadion Police        | 7º               | Druga liga Ovest       |
| Borovo              | Borovo         | Gradski stadion       | 8º               | Druga liga Ovest       |
| Trešnjevka          | Zagabria       | Igralište Graba       | 9º               | Druga liga Ovest       |
| Rudar Kakanj        | Kakanj         | Stadion Rudara        | 10º              | Druga liga Ovest       |
| Aluminij            | Kidričevo      | Športni park Aluminij | 11º              | Druga liga Ovest       |
| Famos Hrasnica      | Hrasnica       | Stadion Famos         | 12º              | Druga liga Ovest       |
| BSK Slavonski Brod  | Slavonski Brod | Stadion uz Savu       | 13º              | Druga liga Ovest       |
| Varteks Varaždin    | Varaždin       | Stadion Varteks       | 14º              | Druga liga Ovest       |
| Borac Banja Luka    | Banja Luka     | Gradski stadion       | 15º              | Druga liga Ovest       |
| Belišće             | Belišće        | Gradski stadion       | 1º               | Slavonska zona         |
| RNK Split           | Spalato        | Park Skojevaca        | 1º               | Dalmatinska zona       |
| Rudar Ljubija       | Prijedor       | Gradski stadion       | 1º               | Banjalučka zonska liga |

### Classifica
|  | Pos. | Squadra             | Pt | G  | V  | N  | P  | GF | GS | DR  |
|  | ---- | ------------------- | -- | -- | -- | -- | -- | -- | -- | --- |
|  | 1.   | Čelik Zenica        | 53 | 34 | 24 | 5  | 5  | 82 | 15 | +65 |
|  | 2.   | Sloboda Tuzla       | 51 | 34 | 21 | 9  | 4  | 54 | 21 | +33 |
|  | 3.   | Osijek              | 39 | 34 | 15 | 9  | 10 | 46 | 27 | +19 |
|  | 4.   | Rudar Ljubija       | 37 | 34 | 17 | 3  | 14 | 54 | 47 | +7  |
|  | 5.   | Famos Hrasnica      | 35 | 34 | 14 | 7  | 13 | 45 | 35 | +10 |
|  | 6.   | Borovo              | 35 | 34 | 13 | 9  | 12 | 48 | 43 | +5  |
|  | 7.   | Borac Banja Luka    | 34 | 34 | 13 | 8  | 13 | 54 | 48 | +6  |
|  | 8.   | RNK Spalato         | 34 | 34 | 14 | 6  | 14 | 46 | 57 | −11 |
|  | 9.   | Belišće             | 33 | 34 | 14 | 5  | 15 | 44 | 50 | −6  |
|  | 10.  | Bratstvo Travnik    | 33 | 34 | 14 | 5  | 15 | 38 | 53 | −15 |
|  | 11.  | Leotar              | 32 | 34 | 9  | 14 | 11 | 35 | 44 | −9  |
|  | 12.  | Rudar Kakanj        | 32 | 34 | 14 | 4  | 16 | 55 | 70 | −15 |
|  | 13.  | Varteks Varaždin    | 31 | 34 | 12 | 7  | 15 | 43 | 45 | −2  |
|  | 14.  | Lokomotiva Zagabria | 31 | 34 | 11 | 9  | 14 | 39 | 45 | −6  |
|  | 15.  | Sebenico            | 31 | 34 | 14 | 3  | 17 | 45 | 53 | −8  |
|  | 16.  | BSK Slavonski Brod  | 29 | 34 | 12 | 5  | 17 | 51 | 56 | −5  |
|  | 17.  | Trešnjevka          | 28 | 34 | 9  | 10 | 15 | 43 | 61 | −18 |
|  | 18.  | Aluminij            | 14 | 34 | 4  | 6  | 24 | 32 | 84 | −52 |

Legenda:

      Promossa in Prva Liga 1968-1969.

  Partecipa agli spareggi promozione/retrocessione.

      Retrocessa in terza divisione jugoslava 1968-1969.

      Esclusa dal campionato.
Note:

Due punti a vittoria, uno a pareggio, zero a sconfitta.
In caso di arrivo di due o più squadre a pari punti, la graduatoria viene stilata secondo la differenza reti tra le squadre interessate.
A fine stagione il Bratstvo Travnik cambia il nome in Borac Travnik.

### Classifica marcatori
| Reti | Marcatore   | Squadra      |
| ---- | ----------- | ------------ |
| 41   | Renić Alojz | Čelik        |
| 24   | Fazlić      | Borac        |
| 21   | Jusić       | Sloboda      |
| 15   | Lalić       | Čelik        |
| 15   | Milošević   | Leotar       |
| 15   | Gavran      | Rudar Kakanj |
| 14   | Momirski    | Borovo       |

## Girone Est

### Profili
| Squadra             | Città              | Stadio                  | Stagione 1966-67 | Stagione 1966-67 |
| Squadra             | Città              | Stadio                  | Pos.             | Divisione        |
| ------------------- | ------------------ | ----------------------- | ---------------- | ---------------- |
| Sutjeska            | Nikšić             | Stadion kraj Bistrice   | 15º              | Prva liga        |
| Priština            | Priština           | Gradski stadion         | 2º               | Druga liga Est   |
| Radnički Sombor     | Sombor             | Gradski stadion         | 3º               | Druga liga Est   |
| FK Trepča           | Kosovska Mitrovica | Stadion Trepča          | 4º               | Druga liga Est   |
| Spartak Subotica    | Subotica           | Gradski stadion         | 5º               | Druga liga Est   |
| Voždovački          | Voždovac, Belgrado | Stadion Voždovac        | 6º               | Druga liga Est   |
| Sloboda Užice       | Titovo Užice       | Stadion Begluk          | 7º               | Druga liga Est   |
| Bor                 | Bor                | Stadion na Piritu       | 8º               | Druga liga Est   |
| Pobeda              | Prilep             | Stadion Goce Delčev     | 9º               | Druga liga Est   |
| Budućnost           | Titograd           | Stadion Pod Goricom     | 10º              | Druga liga Est   |
| Radnički Kragujevac | Kragujevac         | Stadion Čika Dača       | 11º              | Druga liga Est   |
| Borac Čačak         | Čačak              | Stadion kraj Morave     | 12º              | Druga liga Est   |
| Lovćen              | Cettigne           | Stadion Obilića Poljana | 13º              | Druga liga Est   |
| Crvenka             | Crvenka            | Stadion Crvenka         | 14º              | Druga liga Est   |
| Bačka B. Palanka    | Bačka Palanka      | Gradski stadion         | 15º              | Druga liga Est   |
| Srem                | Sremska Mitrovica  | Stadion Promenada       | 1º               | Srpska liga Nord |
| Sloga Kraljevo      | Kraljevo           | Gradski stadion         | 1º               | Srpska liga Sud  |
| Bregalnica Štip     | Štip               | Gradski stadion         | 1º               | Makedonska liga  |

### Classifica
|  | Pos. | Squadra             | Pt | G  | V  | N  | P  | GF | GS | DR  |
|  | ---- | ------------------- | -- | -- | -- | -- | -- | -- | -- | --- |
|  | 1.   | Bor                 | 44 | 34 | 19 | 6  | 9  | 52 | 29 | +23 |
|  | 2.   | FK Trepča           | 40 | 34 | 17 | 6  | 11 | 59 | 33 | +26 |
|  | 3.   | Sloga Kraljevo      | 40 | 34 | 18 | 4  | 12 | 56 | 43 | +13 |
|  | 4.   | Budućnost           | 38 | 34 | 16 | 6  | 12 | 49 | 36 | +13 |
|  | 5.   | Bačka B. Palanka    | 34 | 34 | 15 | 4  | 15 | 53 | 41 | +12 |
|  | 6.   | Radnički Sombor     | 34 | 34 | 13 | 8  | 13 | 48 | 51 | −3  |
|  | 7.   | Priština            | 34 | 34 | 14 | 6  | 14 | 44 | 47 | −3  |
|  | 8.   | Lovćen              | 34 | 34 | 14 | 6  | 14 | 41 | 47 | −6  |
|  | 9.   | Crvenka             | 33 | 34 | 15 | 3  | 16 | 67 | 61 | +6  |
|  | 10.  | Pobeda              | 33 | 34 | 13 | 7  | 14 | 46 | 46 | 0   |
|  | 11.  | Radnički Kragujevac | 33 | 34 | 14 | 5  | 5  | 43 | 45 | −2  |
|  | 12.  | Spartak Subotica    | 33 | 34 | 12 | 9  | 13 | 45 | 48 | −3  |
|  | 13.  | Srem                | 33 | 34 | 14 | 5  | 15 | 48 | 55 | −7  |
|  | 14.  | Sloboda Užice       | 32 | 34 | 12 | 8  | 14 | 38 | 43 | −5  |
|  | 15.  | Borac Čačak         | 32 | 34 | 12 | 8  | 14 | 36 | 41 | −5  |
|  | 16.  | Sutjeska            | 30 | 34 | 12 | 6  | 16 | 67 | 77 | −10 |
|  | 17.  | Bregalnica Štip     | 30 | 34 | 12 | 6  | 16 | 50 | 78 | −28 |
|  | 18.  | Voždovački          | 25 | 34 | 7  | 11 | 16 | 48 | 65 | −17 |

Legenda:

      Promossa in Prva Liga 1968-1969.

  Partecipa agli spareggi promozione/retrocessione.

      Retrocessa in terza divisione jugoslava 1968-1969.

      Esclusa dal campionato.
Note:

Due punti a vittoria, uno a pareggio, zero a sconfitta.
In caso di arrivo di due o più squadre a pari punti, la graduatoria viene stilata secondo la differenza reti tra le squadre interessate.

### Classifica marcatori
| Reti | Marcatore     | Squadra         |
| ---- | ------------- | --------------- |
| 29   | Tibljaš Josip | Sutjeska        |
| 28   | Božičić       | Crvenka         |
| 20   | Šorban        | Bor             |
| 19   | Lazarević     | Sloga           |
| 19   | S.Janković    | Sloga           |
| 18   | Devčić        | Radnički Sombor |

## Spareggi promozione
- Sloboda Tuzla (seconda girone Ovest) e FK Trepča (secondo girone Est) vanno agli spareggi rispettivamente contro Rijeka (ultimo in Prva Liga) e OFK Belgrado (penultimo in Prva Liga). I vincitori delle due sfide saranno ammessi alla Prva Liga 1968-1969.

| Squadra 1     | Totale | Squadra 2 | Andata     | Ritorno    |
| ------------- | ------ | --------- | ---------- | ---------- |
|               |        |           | 07.07.1968 | 14.07.1968 |
| OFK Belgrado  | 10−3   | FK Trepča | 7−1        | 3−2        |
| Sloboda Tuzla | 3−4    | Rijeka    | 3−0        | 0−4        |

- Rijeka e OFK Belgrado rimangono in Prva liga.
- Sloboda Tuzla e FK Trepča rimangono in Druga liga.

## Verso la Druga liga a 4 gironi
Con la prossima stagione i gironi diventano 4; non più 2 gironi con Slovenia-Croazia-Bosnia da una parte e Serbia-Montenegro-Macedonia dall'altra, bensì 4 gironi divisi su base di vicinanza geografica indipendentemente dalla repubblica di provenienza.
L'aumento di squadre è di 28 unità (da 36 a 64): per giungere a ciò vengono bloccate le retrocessioni e 30 squadre vengono promosse dalla Terza Divisione.